# Plan d'urgence

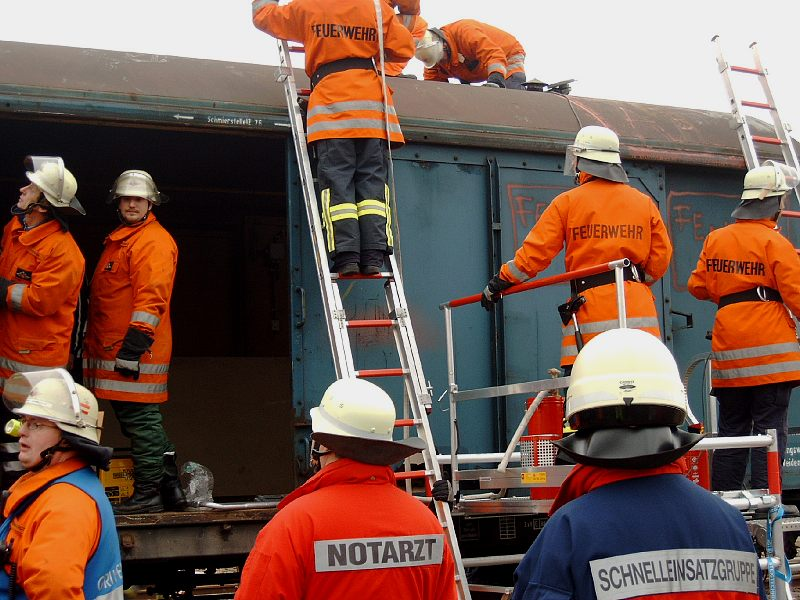
Exercice de la protection civile à Karlsruhe, Allemagne.

Un plan d'urgence ou plan catastrophe est un dispositif prévoyant l'organisation des secours en cas de catastrophes ou d'événements de grande ampleur ou à risque majeur, mettant en péril la santé des personnes, d'animaux (sauvages ou d'élevage), de plantes ou d'autres organismes vivants, ou l'intégrité des biens.
Un plan d'urgence est élaboré par une ou plusieurs des entités distinctes ayant à mener en urgence des actions, lorsque l'événement catastrophique survient : secours publics, collectivités territoriales, industriels, etc.

## Modalités
Le plan d'urgence a vocation d'apporter une méthode d'organisation rigoureuse, étudiée, planifiée, enseignée et répétée.
La notion de plan d'urgence repose sur la prévision et nécessite donc un travail de prospective. Il s'agit d'une part de capitaliser l'expérience des événements passés pour améliorer le système et éviter de reproduire les erreurs, et d'autre part de tenter d'envisager des situations nouvelles. Dans tous les cas, le point critique est l'organisation des secours ou des moyens de réponse à la crise. Une situation de catastrophe — éventuellement « multiple » comme dans le cas du Genpatsu-shinsai associant en un même lieu et au même moment un tsunami, un tremblement de terre et un accident nucléaire grave, tel qu'à Fukushima — peut provoquer une complexification et désorganisation des secours, d'une part du fait de la panique qui peut gagner les exécutants comme les décideurs, et d'autre part en raison de la grande quantité de personnel, matériel et consommables à gérer (logistique).
La construction d'un plan d'urgence consiste également en la formation du personnel d'intervention et des acteurs à mobiliser afin de pouvoir gérer une situation d'urgence et notamment la maîtrise du stress et des questions techniques. Outre les « fiches réflexe » et guides de bonnes pratiques qui indiquent une conduite à tenir en réponse à une situation prévue, des gestionnaires de l'urgence sont théoriquement préparés à la maîtrise de l'imprévu.

### Organisation
Dans le cadre d'un plan d'urgence, l'organisation des secours est souvent organisée par pôles, avec par exemple :
- une zone de regroupement, ou point de rassemblement des moyens, où sont regroupés les moyens matériels et humains avant engagement ; cette zone est organisée (parc matériel, parc véhicule, zone de repos du personnel) afin que chaque moyen puisse être engagé à tout moment (véhicules bien garés, personnel à proximité) ;
- une gestion des priorités : prévenir le risque d'abord (protection), mais aussi tri médical des victimes, afin de déterminer l'ordre de traitement des victimes ;
- une organisation géographique : point de rassemblement des victimes valides (PRV) pour éviter leur éparpillement, implantation du poste médical avancé (PMA), sectorisation du chantier… ;
- une montée en puissance du dispositif : les moyens ne sont pas tous immédiatement mis en action, sous peine de faire face à des problèmes d'organisation et d'efficacité ;
- une rotation des moyens humains : les moyens engagés dans les interventions ne peuvent pas assurer leurs missions habituelles, le plan prévoit de faire intervenir des moyens de centres d'intervention plus éloignés afin de ne pas laisser les centres de proximité dégarnis ; par ailleurs, les équipes travaillant dans des conditions difficiles sont relayées.

Le plan d'urgence peut s'organiser à l'aide d'un commandement à deux niveaux :
- au niveau local, proche de la catastrophe, pour déterminer les priorités et organiser les actions de terrain ;
- au niveau global, pour organiser les forces de renfort, les rotations, et l'évacuation des victimes vers les structures fixes (logement provisoire, centre hospitalier).

### Définition des missions et mise en œuvre
L'organisation sur le terrain suit les méthodes de raisonnement tactiques (MRT) notamment développées par les militaires.
Pour les intervenants finaux (les équipiers), les ordres doivent être simples et sans ambiguïté, et correspondre si possible à des actions réflexe afin de juguler une éventuelle désorganisation liée à la panique.
Les ordres donnés sur le terrain répondent précisément au cadre de l'action et à l'objectif à atteindre. On utilise pour cela l'acronyme mnémotechnique « PATRACDR » :
- P = personnel (qui va réaliser la mission, avec quel véhicule)
- A = armement (équipement des véhicules)
- T = tenue (équipement individuel et collectif du personnel)
- R = radio (de quel moyen de communication la colonne dispose-t-elle ; vérification de ces moyens)
- A = alimentation (autonomie en eau et en nourriture)
- C = commandement (qui sont les responsables, quelle est l'organisation hiérarchique du groupe)
- D = déroulement prévu (nature de la mission, objectifs finaux et intermédiaires, durée prévue)
- R = rendez-vous (heure et lieu du rendez-vous pour les véhicules constituant le groupe)

Ceci permet de définir l'« ordre préparatoire » (préparation de la mission) ; il doit être écrit. La partie PATR fait partie du quotidien (gestion des équipes dans une caserne, un service) ; la partie ACDR ne sert que pour les déplacements sur de longues distances. Une fois l'équipe prête, l'ordre de mouvement obéit à l'acronyme mnémotechnique DPIF : 
- D = direction (direction générale du mouvement)
- P = point à atteindre (destination)
- I = itinéraire à suivre (point de départ, points intermédiaires et point de d'accueil à l'arrivée)
- F = formation (ordre des véhicules, intervalles, vitesse, signaux spéciaux de signalisation tels que gyrophares et sirènes, veille radio, consignes de sécurité)

Cet ordre est en général oral. Une fois sur place, le chef de mission prépare la mise en application des ordres en définissant les cinq points suivants :
- Où doit se faire l'action ?
- Par où ?
- Contre quoi doit-on agir ?
- Comment ?
- Avec quoi ?

Une fois les premières actions (ou réaction immédiate, RI) lancées, le chef de mission doit poursuivre la reconnaissance, renseigner le poste de commandement et planifier la poursuite de la mission ; pour cela il considère le SOIEC :
- S = situation (état des lieux et actions déjà menées)
- O = objectif (le but à atteindre est précisé)
- I = idée de manœuvre (objectif final, étapes intermédiaires)
- E = exécution (coordination des équipes, délégation des actes)
- C = commandement (articulation du dispositif, transmissions avec le poste de commandement)

Ceci permet d'adapter la mission à la réalité rencontrée. La situation est réévaluée régulièrement en considérant le SOIEC.

## Modalités par pays

### Aux États-Unis
Aux États-Unis, on distingue :
- le Disaster Mitigation Act (DMA, litt. « loi sur l'atténuation des désastres »), une loi fédérale (nationale) ;
- les Local Mitigation Strategies (LMS, « stratégies locales d'atténuation des désastres »), au niveau du comté.

Au niveau fédéral, l'urgence en cas de catastrophe est gérée par la Federal Emergency Management Agency.

### En France
En France, la planification repose sur le dispositif ORSEC, et au niveau communal sur le Plan communal de sauvegarde.
Cette organisation est notamment issue de la loi de modernisation de la sécurité civile du 13 août 2004, qui a profondément modifié l'approche de la prévision en France.
Le nouveau dispositif ORSEC se veut adaptable, progressif et permanent. Il s'appuie sur trois niveaux territoriaux : les départements, les zones de défense et les zones maritimes. De plus, son recours est « banalisé » même pour les événements mineurs, un échelon communal est créé (Plan communal de sauvegarde), une veille permanente est mise en place au niveau des préfectures (SIDPC) et la culture des réseaux est demandée aux futurs acteurs de la crise. La fréquence des exercices de terrain et d'état-major est accrue.
Le dispositif ORSEC départemental est constitué :
- d'un tronc commun, sorte de boite à outils mis à disposition du préfet, dans lequel il trouvera un recensement des risques s'appuyant notamment sur le DDRM, un annuaire ORSEC, une organisation de gestion de crise (centre opérationnel départemental, poste de commandement opérationnel, etc.), l'alerte et l'information des populations, le secours à de nombreuses victimes (ex plan rouge), l'hébergement (lien avec les mairies dans et hors Plan Communal de Sauvegarde), l'évacuation des populations, les transmissions, la communication, la gestion des réseaux (eau, gaz, électricité, téléphone), etc. ;
- des dispositions spécifiques complètent les dispositions générales. Il s'agit de données, analyses et spécificités d'un aléa naturel ou technologique (glissement de terrain, rupture d'un barrage, accident dans un tunnel, etc.) et les actes réflexes des intervenants. On retrouve les items des dispositions spécifiques des anciens « plans de secours spécialisés » (PSS). Leur écriture est notoirement allégée puisque tout ce qui relève des dispositions générales est retiré. Les plans particuliers d'intervention (PPI), mis en place par les Préfets pour faire face aux risques technologiques liés à la présence d'un site nucléaire ou industriel ou d'un barrage sont des dispositions spécifiques du dispositif ORSEC départemental.

Les plans d'urgence, établis par les industriels dans le cas des risques technologiques, ont des appellations différentes suivant la nature des activités et risques concernés :
- Plan de sécurité et d'intervention (PSI), antérieurement nommé plan de surveillance et d'intervention) pour les transports de matières dangereuses par canalisations ;
- Plan d'opération interne (POI) pour les sites industriels classés pour la protection de l'environnement (ICPE).

Il existe par ailleurs des plans qui ne relèvent pas stricto sensu de la défense et de la sécurité civiles (hors dispositif ORSEC)  :
- Le plan Orsan est un dispositif d’organisation du système de santé en situation sanitaire exceptionnelle élaboré par les agences régionales de santé et mis à disposition des préfets. Il a vocation à adapter les parcours de soins des patients et à déterminer les mesures nécessaires pour que le système de santé puisse s’adapter lors de la survenue d’un événement. Il repose notamment sur la mobilisation des établissements de santé, qui peuvent activer leur plan blanc.

- Le plan particulier de mise en sûreté (PPMS) est mis en place dans toutes les écoles françaises en cas d'alerte à une catastrophe comme un incendie, une inondation, un accident chimique ou un attentat.

### Au Royaume-Uni
Au Royaume-Uni, les catastrophes sont gérées par le Cabinet Office Briefing Room (COBR, ou « Cobra »).